# Formații rock 9
Formații rock 9 reprezintă al nouălea disc al seriei Formații rock și a fost editat de casa de discuri Electrecord din România în anul 1986. Pe acest disc apar formațiile Pro Musica din Timișoara și Accent din Tulcea, fiecare dintre ele ocupând câte o față a LP-ului. Volumul nr. 9 al seriei a devenit în timp unul dintre cele mai valoroase materiale discografice ale rock-ului românesc clasic.

## Lista pistelor
Fața 1 (Pro Musica):
1. Logica timpului (Ilie Stepan / Marian Odangiu)
2. Și dacă... (Ilie Stepan / Mihai Eminescu)
3. Metamorfoză (Ilie Stepan / Marian Odangiu)
4. Pasărea „P” (Ilie Stepan / Marian Odangiu)

Fața 2 (Accent):
1. Arborele (Paul Prisada, Nicolae Sava / Ion Lotreanu)
2. Răni în rouă (Nicolae Sava / comperaj de Paul Prisada)
3. Scrisoarea a XIII-a (Nicolae Sava / Gheorghe Bogorodea)
4. Șarpele - 1 (Paul Prisada / Ion Barbu)

## Componența formațiilor
Pro Musica (Timișoara):
- Ilie Stepan – chitară solo
- Grigore-Bujor Hariga – chitară solo
- Ionel Nae Tarnoczi – vocal
- Vasile Dolga – baterie
- Richard Schöring – chitară bas
- Tino Furtună – claviaturi

Accent (Tulcea):
- Paul Prisada – chitară solo, vocal
- Gygy Murariu – chitară solo
- Florin Lefter – chitară bas, percuție, baterie
- Mihai Moraru – percuție, baterie
- Ionuț Bogdan Ștefănescu – flaut
- Carol Nucu Popa – claviaturi
- Gheorghe Pescăruș – blockflöte
- Florian Pittiș – recitativ la „Scrisoarea a XIII-a” și voce (Dialogul șerpilor) la „Șarpele - 1”

Conform informațiilor publicate pe copertele și broșurile materialelor Accent apărute ulterior, Carol Nucu Popa și Gheorghe Pescăruș nu au participat la înregistrări. În schimb, a participat Nicolae Sava – claviaturi, vocal (care nu este menționat pe copertă).

## Recenzii
Albumul Formații rock 9 este receptat de unii critici muzicali și ascultători ca unul dintre cele mai valoroase materiale de gen apărute în România. Criticul muzical Mihai Plămădeală: „Cel mai reușit album al seriei, reunind două trupe valoroase, diferite ca stil, dar complementare. O jumătate de disc (sau un mini-album) mai bună decât LP-ul solo, pentru Pro Musica; apariția a mai mult de o piesă pe un album, pentru Accent.” 
„Albumul «Formații rock nr. 9» este, ca întreg vorbind, cel mai «fericit» al întregii serii. După nejustificat de multe încercări și experimente (nereușite) ale producătorului (rămas) anonim, s-a ajuns, în ceasul al nouălea, la o formulă decentă, cu două trupe care au ceva de spus, fiecare ocupând câte o față a LP-ului. Pare simplu, dar Electrecord-ul se pare că a gandit «în buclă» problemele legate de rock-ul românesc. Oricum, ceea ce ar fi trebuit să fie un al doilea început s-a dovedit a fi fost doar o întâmplare cu caracter unic, urmată de un recul pe măsură, dar să nu anticipăm.

Albumul «9» reunește două trupe cu stiluri aparte, care abordează un rock progresiv, să-i spunem temperat, plecând de la premise diferite. Pro Musica vin din zona blues-ului și a rock-ului «clasic» al perioadei 1970. Este prezent (în muzica lor) elementul etno, legat de ideea de multiculturalitate, se simt și izvoarele comune cu Phoenix. O altă caracteristică este tratarea barocă a pieselor, ce au la bază teme bine conturate.
Accent dezvoltă în muzica sa o latură «experimentală». Din acest punct de vedere se plasează într-o zonă de avangardă a rock-ului românesc. Instrumental, ceea ce se aude surprinde și totodată captează, dar într-adevăr important este că din ansamblul sunet-temă, prevalează concepția. Piesele sunt elaborate, au o structură complexă și propun alternanța dintre momente lirice și pasaje de forță. Gradația joacă un rol major, precum și cunoașterea/stăpânirea armoniei (ca știință).

Muzica propusă de Accent pe scena rock-ului românesc are o puternică notă particulară, reprezentând unul dintre puținele cazuri de exprimare artistică autentică din zona care face obiectul analizei noastre. Este salutar faptul că nu se caută asemănarea prin suprapunere cu modelele occidentale, ci avem de-a face cu folosirea unui limbaj rock în sine, pentru realizarea unor idei proprii. Posibilele trimiteri spre Genesis nu constituie o sursă de inspirație, fiind mai degrabă un numitor comun, căci rezolvările muzicale servesc altor scopuri, de altfel bine determinate. ”—Mihai Plămădeală, Muzici și faze, 28 iunie 2004